# Claudia Umpiérrez

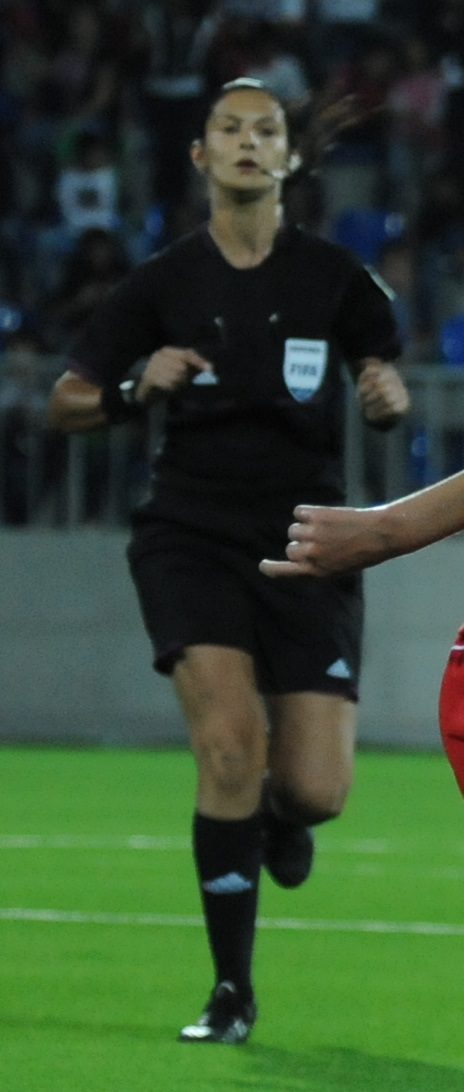
Claudia Umpiérrez (2012)

Claudia Inés Umpiérrez Rodríguez (* 6. Januar 1983 in Pan de Azúcar, Maldonado) ist eine uruguayische Fußballschiedsrichterin.

## Werdegang
Seit 2010 steht sie auf der FIFA-Liste und leitet internationale Fußballpartien.
Beim Olympischen Frauenfußballturnier 2016 in Rio de Janeiro pfiff Umpiérrez zwei Spiele, ein Spiel in der Gruppenphase sowie das Viertelfinale zwischen Kanada und Frankreich (1:0).
Bei der Weltmeisterschaft 2019 in Frankreich leitete Umpiérrez drei Partien, darunter zwei Spiele in der Gruppenphase sowie das Viertelfinale zwischen Italien und der Niederlande (0:2).
Zudem war sie unter anderem bei der U-17-Weltmeisterschaft 2017 in Indien und der U-20-Weltmeisterschaft 2018 in Frankreich im Einsatz.
Im Oktober und November 2019 bildeten Umpiérrez, Luciana Mascaraña und Mónica Amboya mit ihrer Nominierung für die U-17-Weltmeisterschaft 2019 in Brasilien, bei der sie drei Einsätze hatten, das erste weibliche Schiedsrichterinnen-Trio bei einer Weltmeisterschaft im Männer-Bereich.

## Einsätze bei Turnieren

### Fußball-Weltmeisterschaft der Frauen 2015
| Phase         | Datum         | Spielort  | Heimmannschaft     | Gastmannschaft | Ergebnis  |
| ------------- | ------------- | --------- | ------------------ | -------------- | --------- |
| Gruppenphase  | 8. Juni 2015  | Winnipeg  | Vereinigte Staaten | Australien     | 3:1 (1:1) |
| Gruppenphase  | 16. Juni 2015 | Edmonton  | Schweiz            | Kamerun        | 1:2 (1:0) |
| Viertelfinale | 27. Juni 2015 | Vancouver | England            | Kanada         | 2:1 (2:1) |

### Fußball-Weltmeisterschaft der Frauen 2019
| Phase         | Datum         | Spielort     | Heimmannschaft | Gastmannschaft | Ergebnis  |
| ------------- | ------------- | ------------ | -------------- | -------------- | --------- |
| Gruppenphase  | 7. Juni 2019  | Paris        | Frankreich     | Südkorea       | 4:0 (3:0) |
| Gruppenphase  | 19. Juni 2019 | Nizza        | Japan          | England        | 0:2 (0:1) |
| Viertelfinale | 29. Juni 2019 | Valenciennes | Italien        | Niederlande    | 0:2 (0:0) |